# Familie-orde van Perlis
De "Meest Geachte Koninklijke Familie-orde van Pelis", die in het Maleis "Darjah Kerabat Perlis Yang Amat di-Hormati" genoemd wordt, werd op 21 december 1965 ingesteld door Sultan Raja Syed Putra. 
De orde heeft twee graden en de eerste graad of Darjah Kerabat Utama wordt aan koningen, Maleisische sultans, regenten en hun echtgenoten toegekend.De Tweede Graad of Darjah Kerabat is voor hun verwanten bestemd. Men mag de letters "DK I" of "DK II" achter de naam plaatsen.